# Agobard de Lyon
Agobard (saint) (769? — 840 Saintes), est un homme d'Église du haut Moyen Âge. Il fut évêque de Lyon à deux reprises sous le règne de Louis le Pieux. Il contribua à faire de sa cité épiscopale l'un des centres de la Renaissance carolingienne.

## Histoire
Si l'on peut se fier à l'unique source ancienne qui ait paru exploitable en la matière, les « Annales lyonnaises » (nom pompeux donné à quelques notes en marge d'un vieux manuscrit lyonnais), Agobard serait né en Espagne en 769, aurait gagné la région de Narbonne en 782 et se serait établi à Lyon en 792. L'origine hispanique, ou du moins septimanienne, du personnage, est vraisemblable ; en revanche, son ascendance wisigothique n'est qu'une hypothèse. Si Agobard passa plusieurs années à Narbonne, il est probable qu'il connut Benoît d'Aniane. Nous ne savons rien de cette adolescence languedocienne, mais il est certain qu'elle fut studieuse. À son arrivée à Lyon — que certains préfèrent situer en 795 ou en 798 —, le jeune homme rejoignit l'entourage de l'évêque Leidrade, qui l'ordonna prêtre plus tard, peut-être en 804 (date donnée par les « Annales Lyonnaises »).
En 813, alors que les ennuis de santé de Leidrade s'aggravaient, ce dernier fit d'Agobard son chorévêque et coadjuteur. En 814, Leidrade voulut se démettre de ses fonctions épiscopales et, avant de se retirer au monastère de Saint-Médard de Soissons, proposa lui-même Agobard à sa succession. La légitimité du nouvel évêque faisait problème, car c'était Leidrade lui-même qui avait intronisé son protégé. Des objections canoniques s'élevèrent et la crise se prolongea jusqu'en août 816, date à laquelle, au cours du synode d'Aix-la-Chapelle, l'épiscopat d'Agobard fut enfin reconnu, ce qui permit à Leidrade de regagner définitivement sa retraite francilienne. Aucun document sûr ne prouve qu'Agobard reçut, à ce moment-là ou plus tard, le titre d'archevêque.
En octobre 816, à Reims, le nouvel évêque de Lyon participa, en compagnie du pape Étienne IV, au sacre de l'empereur Louis le Pieux.
En 825, Agobard prit parti dans la querelle des images, où il exprima des vues sinon ouvertement iconoclastes, du moins fort hostiles au culte iconique. Telles qu'elles se manifestent dans son traité De picturis et imaginibus (dont l'attribution, jugée alors incertaine, a été l'objet de débats dans les années 1945-1980), ses positions et son argumentation semblent très proches de celles de Claude de Turin, lequel paraît bien s'être inspiré de cet ouvrage, mais se montra plus radical, dans son diocèse piémontais, en passant de l'iconophobie théorique et verbale à la pratique iconoclaste,.
En 833, Agobard embrassa la cause de Lothaire dans le conflit qui opposait celui-ci à son père Louis le Pieux. En effet, il craignait que la politique de Louis ne nuisît à l'unité de l'Empire, et par conséquent à l'unité du peuple chrétien. Au lendemain de la désertion pro-lotharienne  du "Champ du Mensonge" (Lügenfeld), qui eut lieu à fin du mois de juin 833, c'est lui qui fut chargé, pour le plaid (assemblée générale) de Compiègne du 1er octobre 833 — au cours duquel Louis le Pieux, relégué pour y faire pénitence au monastère de Saint-Médard de Soissons, fut publiquement humilié —, de rédiger le manifeste justifiant le coup d'État aux yeux du peuple franc : cet écrit (« Pour les fils de Louis le Pieux et contre son épouse Judith », en latin Libri duo pro filiis et contra Iudith uxorem Ludouici Pii) constitue un réquisitoire implacable contre la politique de l'empereur assorti d'une condamnation sans appel du comportement et des mœurs de son épouse Judith, laquelle, sous sa plume, devient l'incarnation de l'archétype de la "reine adultère". L'évêque de Lyon ajouta à cette charge violente l'opuscule intitulé « Charte sur la pénitence de l'empereur Louis » (Cartula de Ludouici imperatoris paenitentia).
L'empereur n'oublia pas ces affronts, dont il tira vengeance dès qu'il eut repris l'avantage. Comme d'autres évêques, au premier rang desquels figurait Ebbon de Reims, Agobard fut déposé par ordre de Louis le Pieux au cours du plaid de Thionville (février-mars 835),. Il partit alors pour l'exil en Italie, d'où il riposta aux réformes liturgiques d'Amalaire, son successeur désigné, en composant les deux traités De modo regiminis ecclesiastici ad clericos et monachos Lugdunenses et De correctione antiphonarii. Il retrouva néanmoins son siège épiscopal en 839 ou peut-être dès les derniers mois de 838, à la suite du plaid de Quierzy (septembre 838) qui, entre autres mesures, condamna la doctrine d'Amalaire.
Agobard mourut le 6 juin 840 à Saintes, où il avait accompagné Louis le Pieux dans son expédition en Aquitaine. Louis le Pieux décéda à son tour deux semaines plus tard, dès son retour à Ingelheim.

### Œuvre à Lyon
À Lyon, Agobard poursuivit l'action de Leidrade visant à l'élévation spirituelle des religieux de la cité. Il développa, avec l'aide du diacre Florus, la bibliothèque et le scriptorium de Saint-Jean. Il fit copier 21 traités de Tertullien dans un manuscrit qui a été conservé, le précieux codex Agobardinus (Paris, BnF, latin 1622).
À plusieurs reprises, il défendit les biens de l'Église contre les assauts de seigneurs locaux.
Lorsqu'il fut déposé, il s'opposa de loin aux tentatives de son successeur Amalaire de modifier le rite lyonnais, avec le diacre Florus resté sur place.

## Positions doctrinales
Agobard a laissé une œuvre importante et variée (au moins vingt-quatre ouvrages d'authenticité certaine), dont la première édition est due à Jean Papire Masson (Paris, Denys Duval, 1605). Le même siècle vit paraître une deuxième et meilleure édition, exécutée par Étienne Baluze (Paris, François Muguet, 1665-1666).
Dans ses écrits, Agobard attaque les superstitions, l'adoptianisme et le culte des images. Soucieux d'une Église au-dessus du monde matériel, il s'oppose à la pratique de l'Église privée.
Son objectif principal est de préserver l'unité de l'Empire chrétien.

### L'unité de l'Empire
Agobard lutta toute sa vie pour l'unité de l'Empire chrétien, dans une perspective de christianisation du monde. Pour cela, il tenta d'infléchir, avec d'autres réformateurs, la politique impériale. Il fut à l'origine de la suppression de la personnalité des lois en Burgondie, dès 817, dans une volonté d'unité des lois s'appliquant aux chrétiens, et parce que la loi burgonde (qui s'appliquait à Lyon) avait été promulguée par un roi arien. Dans cette optique, il milita pour l'uniformisation de toutes les lois dans l'ensemble de l'Empire, même si cela semblait irréalisable à d'autres réformateurs.
Lorsque l'empereur Louis le Pieux souhaita avantager le dernier de ses trois fils (Charles le Chauve, né en 823) en modifiant les principes de succession au trône fixés par l’Ordinatio Imperii de 817, Agobard, avec de nombreux autres évêques, se déclara contre lui. Il assista ainsi à la repentance de l'empereur à Soissons en 833 et réaffirma, à cette occasion, son soutien à Lothaire.

### Agobard et les juifs
Entre 823 et 827/828, Agobard n'écrivit pas moins de cinq lettres contre les juifs lyonnais Ceux-ci avaient obtenu de Louis le Pieux des droits importants les plaçant hors de la juridiction de l'évêque, et à part dans la cité lyonnaise. Ils étaient jugés par un "Magister Iudaeorum" indépendant, et placés sous la protection de l'empereur. Ils étaient également exonérés de péage et jouissaient, en matière de justice et de religion, de garanties importantes qui rendaient leur situation enviable au point que des chrétiens assistaient aux offices de la synagogue, cessaient tout travail le samedi et suivaient des règles de pureté rituelle en matière d'alimentation,.
Or, Agobard milita toute sa vie pour l'unité du peuple chrétien et du monde carolingien. Source de division, le particularisme pratiqué par l'empereur lui apparaissait comme une erreur qu'il fallait combattre sans répit. La réflexion d'Agobard eut probablement pour point de départ la permission donnée par Louis aux juifs de ne pas faire baptiser leurs esclaves: ce privilège remettait en question la mission de salut universel attribuée à l’imperium Christianum et portait atteinte à l'unité de la cité. Les protestations de l'évêque de Lyon auprès de l'empereur n'eurent point d'effet.
Mais l'antijudaïsme d'Agobard était également religieux. Dans le traité adressé à Louis le Pieux et intitulé « Sur les superstitions et les erreurs du judaïsme" (De Iudaicis superstitionibus et erroribus ; composé vers 826/827), l'évêque de Lyon insiste sur le devoir de mission de l'Église envers les juifs, et exprime ses craintes devant le prosélytisme de ces derniers,. Un sentiment similaire l'anime lorsque, notamment dans sa lettre à Nimfridius de Narbonne intitulée « Qu'il faut se garder de manger avec des juifs ou de les fréquenter » (De cauendo conuictu et societate Iudaica ; peut-être rédigé vers 827), il exhorte ses ouailles à éviter toute relation familière avec des membres de la communauté hébraïque.

### Lutte contre les superstitions
Dans un écrit parvenu jusqu'à nous sous le titre (qui n'est peut être qu'une description du livre par son copiste) de Livre contre l'absurde croyance du vulgaire à propos de la grêle et du tonnerre, l'évêque de Lyon combat la croyance aux tempestaires de son diocèse, magiciens soi-disant doués du pouvoir de provoquer des intempéries par leurs incantations et qu'on croyait jouer le rôle d'intermédiaires auprès des habitants de la « Magonie » (pays imaginaire), censés venir, sur des vaisseaux voguant dans les nuages, acheter aux tempestaires les récoltes humaines. Agobard s'indigne qu'on croie possible de modifier le climat par la magie. Il se fonde sur l'idée, longuement développée à l'aide de « témoignages » (testimonia) bibliques, que l'Écriture attribue toujours à Dieu seul la maîtrise du temps et des météores. Sa réfutation des superstitions ne s'appuie aucunement sur des arguments rationnels : ainsi, il ne recourt jamais à des auteurs tels que Pline l'Ancien ou Plutarque. Pour lui, la croyance aux tempestaires et aux "Magoniens" est assurément une absurdité, mais c'est surtout une erreur et un péché.
Agobard condamna également les ordalies ou « jugements de Dieu », dans un traité intitulé « Sur les sentences divines, contre le "jugement de Dieu" » (De diuinis sententiis. Contra iudicium Dei).

## Postérité
Agobard est fêté à Lyon le 6 juin.

### Son culte
Agobard fut honoré, dès les premières décennies qui suivirent sa mort, par un culte local, attesté dans le Lyonnais, le Jura (Martyrologe de Saint-Claude) et en Bourgogne (Chronique de Saint-Bénigne de Dijon) ; sa vénération ne fut toutefois pas reconnue, au Moyen Âge, par l'Église de Rome. Aux Temps Modernes, la reconnaissance de la sainteté d'Agobard connut une suspension entre 1775 et 1844, pour les raisons mentionnées ci-après.

### Réception de ses écrits par l'Église moderne
Les écrits d'Agobard ont été mis à l'Index au XVIIe siècle à cause de la position de leur auteur sur le culte des saints. Agobard, d'autre part, fut longtemps tenu pour un gallican avant l'heure, en raison de sa vision d'une Église où l'autorité vient des conciles et des évêques, et où le pape est essentiellement vu comme le simple garant de l'unité de l'Église.

### Agobard et l'ufologie
À la suite du chapitre « Spacemen of the Middle Ages » de l'ouvrage Gods or Spacemen ? publié par W. Raymond Drake (Amherst Press, 1964), les tenants de l'existence d'extra-terrestres (en franglais « ufologistes » ou « ufologues ») se sont emparés — parfois sans reculer devant les pires travestissements —, d'un épisode narré par Agobard dans son De grandine et tonitruis (« De la grêle et du tonnerre », voir plus haut le paragraphe sur les superstitions). Agobard dénonçait un incident où de prétendus témoins, qui avaient capturé trois hommes et une femme prétendument descendus d'un navire aérien, furent confondus. Mais, de copie en copie, on lui fit dire le contraire et valider l'existence d'engins extraterrestres au Moyen Âge.

## Liste des œuvres conservées d'Agobard
Les titres et les pages indiquées entre parenthèses sont ceux de l'édition de L. van Acker (1981).
- De iniustitiis ad Matfredum (p. 225-227).
- Cartula de Ludouici imperatoris paenitentia (p. 323-324).
- De grandine et tonitruis (p. 3-15).
- Contra libros quattuor Amalarii (p. 355-367).
- Contra obiectiones Fredigisi (p. 283-300).
- Contra praeceptum impium de baptismo mancipiorum Iudaeorum ad Hilduinum et Walam (p. 185-188).
- De baptismo mancipiorum Iudaeorum (p. 115-117).
- De cauendo conuictu et societate Iudaica (p. 231-234).
- De diuisione imperii ad Ludouicum (p. 247-250).
- De insolentia Iudaeorum ad Ludouicum (p. 191-195).
- De Iudaicis superstitionibus et erroribus ad Ludouicum (p. 199-221).
- De modo regiminis ecclesiastici ad clericos et monachos Lugdunenses (p. 327-334).
- De priuilegio apostolicae sedis ad Ludouicum (p. 303-306). Titre donné par L.v.A. à l'opuscule appelé autrefois De comparatione regiminis ecclesiastici et politici.
- De priuilegio et iure sacerdotii ad Barnardum (p. 199-221).
- De quorundam inlusione signorum ad Bartholomaeum Narbonensem episcopum (p. 237-243).
- De spe et timore ad Ebbonem (p. 143-147 et 429-454).
- Aduersum dogma Felicis (p. 73-111).
- Aduersum legem Gundobaldi (p. 19-28).
- Libri duo pro filiis et contra Iudith uxorem Ludouici Pii (autrefois intitulé Liber apologeticus pro filiis Ludouici Pii imperatoris aduersus patrem) (p. 309-312 et 315-319, no 20 et 21).
- De correctione antiphonarii (p. 337-351).
- De dispensatione ecclesiasticarum rerum (p. 121-142).
- De diuinis sententiis contra iudicium Dei (p. 31-49).
- De fidei ueritate et totius boni institutione (p. 253-279).

L. van Acker exclut des œuvres authentiques le Liber de diuina psalmodia.
Le poème souvent désigné sous le titre Rhythmus "Agobardo pax sit" (éd. L. van Acker, p. 371-373) est adressé à Agobard, mais n'est évidemment pas de lui.

### Sources
- Agobard, De la grêle et du tonnerre, Lyon, Imprimerie de Dumoulin, Ronet et Sibuet, 1841 (lire en ligne).
- Lieven van Acker, Agobardi Lugdunensis opera omnia, Turnhout, Brepols, coll. « Corpus Christianorum. Continuatio mediaevalis » (no 52), 1981Cette excellente édition critique des œuvres complètes d'Agobard remplace la vieille édition publiée dans la Patrologie Latine de J.-P. Migne, ainsi que l'édition scientifique partielle donnée par Ernst Dümmler dans les Monumenta Germaniae Historica, Epistularum tomus V (= Epistolae Karolini aevi, III). Hannoverae, 1898-1899 (réimpr. München, 1978).
- (en) Alfred Lévy, « Agobard », dans Jewish Encyclopedia (lire en ligne)

### Études
- Patrice Béghain, Bruno Benoît, Gérard Corneloup et Bruno Thévenan, Dictionnaire historique de Lyon, Lyon, Stéphane Bachès, 2009, 1501 p. (ISBN 978-2-915266-65-8, BNF 42001687)
- Jean-Maurice Bizière (dir.), Yvelise Bernard, Michel Kaplan, Mireille Vincent-Cassy et Michel Zimmermann, Dictionnaire des biographies, t. 2 : Le Moyen Âge, Paris, Armand Colin, 1993, 310 p. (ISBN 2-200-21371-9)
- (en) Courtney M. Booker, Past convictions. The penance of Louis the Pious and the decline of Carolingians, Philadelphia, University of Pennsylvania Press, 2009.
- (de) Egon Boshof, Erzbischof Agobard von Lyon. Leben und Werk, Köln & Wien, Böhlau, coll. « Kölner historische Abhandlungen » (no 17), 1969.
- Pascal Boulhol, Claude de Turin. Un évêque iconoclaste dans l'Occident carolingien (...), Paris, Institut d'Études Augustiniennes, coll. « Études Augustiniennes / Moyen Âge et Temps Modernes » (no 38), 2002.
- Adrien Bressolles, Doctrine et action politique ď'Agobard. I. Saint Agobard, évêque de Lyon (769-840), Paris, Librairie philosophique J. Vrin, 1949 (présentation en ligne)
- Franz Brunhölzl, Histoire de la littérature latine du Moyen Age, t. I/2 : L'époque carolingienne, Turnhout, Brepols, 1991, p. 166-178.
- Geneviève Bührer-Thierry, « La reine adultère », Cahiers de civilisation médiévale, vol. 35,‎ 1992, p. 299-312.
- (en) James Allen Cabaniss, Agobard of Lyons : churchman and critic, Syracuse (NY), Syracuse University Press, 1953.
- Pierre Chevallard, L'Église et l'État au neuvième siècle. Saint Agobard, archevêque de Lyon. Sa vie et ses écrits, Lyon, P. N. Josserand, 1869.
- Bruno Dumézil, « La mitre et les ovnis », Historia, no 132 « Hors-Série »,‎ juillet-août 2011, p. 82-83.
- Louis Halphen, Charlemagne et l'Empire carolingien, Paris, Albin Michel, 1995 (1re éd. 1947).
- (de) Johannes Heil, « Agobard, Amulo, das Kirchengut und die Juden von Lyon », Francia, vol. 25,‎ 1998, p. 39-76.
- (en) Joshua M. O'Brien, « Locating authorities in Carolingian debates on image veneration : the case of Agobard of Lyon's De picturis et imaginibus », Journal of Theological Studies, vol. 62, no 1,‎ 2011, p. 176-206 (JSTOR 24637871).
- André Pelletier, Jacques Rossiaud, Françoise Bayard et Pierre Cayez, Histoire de Lyon : des origines à nos jours, Lyon, Éditions lyonnaises d'art et d'histoire, 2007, 955 p. (ISBN 978-2-84147-190-4, BNF 41276618).
- Warren Pezé, « Amalaire et la communauté juive de Lyon. À propos de l'antijudaïsme lyonnais à l'époque carolingienne », Francia, vol. 40,‎ 2013, p. 1-25.
- (en) Owen M. Phelan, The formation of Christian Europe. The Carolingian baptism and the 'imperium Christianum", Oxford, Oxford University Press, 2014.
- Michel Rubellin, « Agobard », dans Dictionnaire encyclopédique du Moyen Âge, t. I, 1997, p. 24-25.
- Michel Rubellin, Église et société chrétienne d'Agobard à Valdès, Presses universitaires de Lyon, 2003 (ISBN 978-2-7297-0712-5 et 978-2-7297-1077-4, DOI 10.4000/books.pul.19131, lire en ligne).
- (it) Raffaele Savigni, « L'immagine dell'ebreo e dell'ebraismo in Agobardo di Lione e nella cultura carolingia », Annali di storia dell'esegesi, vol. 17, no 2,‎ 2000, p. 417-461.
- (en) Elizabeth Ward, « Agobard of Lyons and Paschasius Radbert as critics of the empress Judith », Studies in Church History, vol. 27,‎ 1990, p. 15-25.
- (de) Klaus Zechiel-Eckes, Florus von Lyon als Kirchenpolitiker und Publizist : Studien zur Persönlichkeit eines karolingischen "Intellektuellen" am Beispiel der Auseinandersetzung mit Amalarius (835-838) und des Prädestinationsstreits (851-855), Stuttgart, J. Thorbecke, coll. « Quellen und Forschungen zum Recht im Mittelalter » (no 8), 1999.
- Agobard de Lyon et Michel Rubellin (dir.), Œuvres, t. 1, Édition du Cerf, coll. « Sources chrétiennes » (no 583), 2016
- François Bougard, Alexis Charansonnet et Marie-Céline Isaïa (éd.), Lyon dans l’Europe carolingienne. Autour d’Agobard (816-2016) (Actes de colloque), Brepols, 2019 (ISBN 978-2-503-58235-1 et 2-503-58235-4, OCLC 1102597958)